# Вулька-Чарноґловська
Вулька-Чарноґловська (пол. Wólka Czarnogłowska) — село в Польщі, у гміні Добре Мінського повіту Мазовецького воєводства.
Населення — 79 осіб (2011).
У 1975-1998 роках село належало до Седлецького воєводства.

## Демографія
Демографічна структура станом на 31 березня 2011 року:
|          | Загалом | Допрацездатний вік | Працездатний вік | Постпрацездатний вік |
| -------- | ------- | ------------------ | ---------------- | -------------------- |
| Чоловіки | 44      | 8                  | 32               | 4                    |
| Жінки    | 35      | 6                  | 22               | 7                    |
| Разом    | 79      | 14                 | 54               | 11                   |